# Cycloctenus cryptophilus
Espèce
Cycloctenus cryptophilus est une espèce d'araignées aranéomorphes de la famille des Cycloctenidae.

## Distribution
Cette espèce est endémique de Tasmanie en Australie.

## Description
Le mâle holotype mesure 8,50 mm et la femelle paratype 14,25 mm.

## Publication originale
- Hickman, 1981 : New Tasmanian spiders of the families Archaeidae, Cycloctenidae, Amaurobiidae and Micropholcommatidae. Papers and proceedings of the Royal Society of Tasmania, vol. 115, p. 47-68.